# Immediate early gene
Ein Immediate early gene (kurz: IEG, zu Deutsch etwa unmittelbares frühes Gen) ist ein Gen, das innerhalb weniger Minuten nach der Stimulation einer Zelle transkribiert wird. Die Transkription dieser Gene ist nur vorübergehend und endet bereits einige Minuten nach der Stimulation. Diese Stimulation kann durch Wachstumsfaktoren, Neurotransmitter oder elektrische Erregung der Zellen erfolgen. Ein Vermittler, der durch Wachstumsfaktoren ausgelösten Signalkaskade ist der Transkriptionsfaktor Serum response factor (SRF), der 1986 von Richard Treisman entdeckt wurde. SRF bindet dabei an die CArG-Box, eine konservierte Region in der Promotorregion vieler Gene, u. a. der von c-Fos und anderer IEGs.  
Charakteristisch für IEGs sind die niedrige Expression ohne Stimulation, die schnelle, transiente transkriptionelle und von neuer Proteinsynthese unabhängige Induktion durch extrazelluläre Stimulation, sowie die darauffolgende Proteinsynthese-abhängige Abschaltung der Transkription. Sie gehören zu den primary response-Genen (zu Deutsch etwa Direktantwort-Gen). Typisch ist auch die kurze Halbwertszeit der mRNA. 
Die ersten entdeckten Immediate early genes waren überwiegend Transkriptionsfaktoren; zu ihnen gehören beispielsweise die Mitglieder der Fos- und Jun-Genfamilien sowie Myc und Zif268. Sie führen zur Expression von Proteinsynthese-abhängigen secondary response Genen. Mittlerweile ist eine Reihe von IEGs charakterisiert worden, deren Genprodukte selbst als Effektorproteine tätig sind. Darunter finden sich Wachstumsfaktoren (BDNF, β-Activin), Proteine, die an der neuronalen Signalweiterleitung beteiligt sind (Homer 1a, Rheb), Stoffwechselenzyme (Cyclooxygenase-2) und Zellmembranproteine (Arcadlin, Narp).
Neben den IEGs gibt es auch delayed (zu Deutsch verzögert) primary response-Gene, deren Proteinsynthese-unabhängige Induktion einige Stunden dauert.